# Pininfarina-Bolloré
Pininfarina-Bolloré était un constructeur automobile franco-italien créé en 2008, coentreprise entre Pininfarina et le groupe Bolloré,, à la suite d'un accord survenu en décembre 2007.
Il  produit la Pininfarina-Bolloré B0, dérivée de la Blue Car de Bolloré créée par Philippe Guédon.
Quelques mois après la création de cette coentreprise, le designer Andrea Pininfarina, petit-fils de Battista Pinin Farina, meurt dans un accident de la route, à 51 ans. 
Le 22 mars 2011, la famille Pininfarina a exercé son option prévue dans des conventions signées en septembre 2010 avec le groupe Bolloré et a vendu à l'actionnaire français sa participation dans la coentreprise à parts égales Véhicules Electriques Pininfarina Bolloré.